# ليسوم مانيبوري
ليسوم مانيبوري (الاسم العلمي: Illicium manipurense) هو نوع نباتي يتبع جنس الليسوم من فصيلة الشزندرية.